# 国家遺産庁
国家遺産庁（こっかいさんちょう）は、大韓民国における文化体育観光部傘下の国家行政機関。

## 沿革
国家遺産庁の沿革、及び国立文化遺産研究院の沿革などによる。
- 1945年11月08日 - 米軍政庁管轄の下、李王職より承継して旧皇室事務庁が発足し、文化財管理業務を管掌
- 1955年06月08日 - 旧皇室財産事務総局に改編
- 1961年10月02日 - 文教部の外局として文化財管理局が設置される
- 1968年07月24日 - 文化公報部に移管
- 1975年04月17日 - 文化財管理局の所属機関として文化財研究所、民俗博物館を新設
- 1983年12月30日 - 昌慶苑を昌慶宮に名称変更
- 1988年09月01日 - 文化財研究所に遺跡調査研究室を新設
- 1989年12月30日 - 文化部に移管
- 1990年
  - 01月03日 - 慶州文化財研究所（現・国立慶州文化遺産研究所）、扶余文化財研究所（現・国立扶余文化遺産研究所）、昌原文化財研究所、木浦海洋遺物保存処理所を新設
  - 11月14日 - 無形文化財課を新設
- 1992年10月30日 - 徳寿宮事務所を宮中遺物展示館に改編
- 1993年03月06日 - 文化体育部に移管
- 1994年05月04日 - 木浦海洋遺物保存処理所を国立海洋遺物展示館に改称し、文化財管理局の直属機関に管轄変更
- 1995年11月22日 - 文化財研究所が国立文化財研究所に機関名称変更
- 1996年06月29日 - 懿陵地区管理事務所を新設
- 1998年02月28日 - 文化観光部に移管
- 1999年05月24日 - 政府組織法改定により文化財管理局文化財庁に昇格
- 2004年03月11日 - 政府組織法改定により文化財庁が次官庁に昇格
- 2005年08月16日 - 宮中遺物展示館を国立古宮博物館と徳寿宮管理所に改編し、国立文化財研究所に復元技術研究室と羅州文化財研究所（現・国立羅州文化遺産研究所）を新設
- 2006年04月06日 - 国立文化財研究所に自然文化財研究室を新設
- 2007年11月30日 - 国立文化財研究所に中原文化財研究所（現・国立中原文化遺産研究所）を新設、昌原文化財研究所を伽倻文化財研究所（現・国立伽倻文化遺産研究所）に名称変更
- 2008年
  - 2月29日 - 文化体育観光部に移管
  - 8月07日 - 韓国伝統文化大学に伝統文化研修院を新設
  - 8月12日 - 遺跡調査研究室を考古研究室に、美術工芸研究室を美術文化財研究室に、伝統建築研究室を建築文化財研究室に、芸能民俗研究室を無形文化財研究室に名称変更
- 2009年04月27日 - 国立文化財研究所に文化財保存科学センター（現・文化遺産保存科学センター）を新設、伝統文化研修院に研修企画課を新設
- 2011年05月25日 - 文化財活用局・国外文化財チームを新設
- 2012年09月12日 - 朝鮮王陵管理所（3チーム3地区管理所）を新設
- 2013年
  - 03月23日 - 高度保存チーム及び国外文化財チームを廃止
  - 10月01日 - 国立無形遺産院及び企画運営課、伝承支援課を新設
- 2014年03月11日 - 文化財保存局・高度保存育成課、国立無形遺産院・無形遺産振興課を新設
- 2015年12月30日 - 文化財活用局・世界遺産教育チームを新設
- 2016年
  - 05月10日 - 万人の総管理所を新設
  - 11月17日 - 文化財活用局・文化遺産教育チームを新設
- 2017年
  - 1月01日 - 国立文化財研究所・安全防災研究室を新設
  - 2月28日 - 国立文化財研究所に江華文化財研究所（現・国立ソウル文化遺産研究所）を新設
  - 6月20日 - 国立海洋文化財研究所に西海文化財課を新設
- 2019年
  - 1月01日 - 宮陵遺跡本部を新設
  - 7月23日 - 国立文化財研究所に完州文化財研究所（現・国立完州文化遺産研究所）を新設
- 2022年
  - 02月22日 - 国立文化財研究所が国立文化財研究院に機関名称変更
  - 12月29日 - 国立文化財研究院にデジタル文化財研究情報チーム新設、国立江華文化財研究所を国立ソウル文化財研究所に名称変更
- 2024年5月17日 - 文化財庁が国家遺産庁に再編。所管の各種文化財も「国家遺産」に改称[3]。所属機関の名称中の「文化財」は「文化遺産」に改称。

## 役割
文化財（国家遺産）の保存、管理、活用、調査、研究及び宣揚に関する事務を遂行する。

## 所在地
- 大韓民国大田広域市西区庁舎路189 政府大田庁舎 (1棟8階 - 11階、2棟14階)

## 組織
2019年2月現在。

### 幹部
- 庁長
  - 代弁人
- 次長
  - 企画調整官

### 下部組織
- 運営支援課
- 文化財政策局
- 文化財保存局
- 文化財活用局

### 所属機関
- 韓国伝統文化大学校
  - 伝統文化教育院
- 国立古宮博物館
- 顕忠祠管理所
  - 陰峰分所
- 七百義塚管理所
- 万人義塚管理所
- 国立無形遺産院
- 国立文化遺産研究院
  - 地方文化遺産研究所（慶州、扶余、伽耶、羅州、中原、ソウル、完州）
  - 文化遺産保存科学センター
- 国立海洋遺産研究所
- 宮陵遺跡本部